# Дезмонд Томас Дос
Дезмонд Томас Досс (англ. Desmond Thomas Doss; 7 лютого 1919 — 23 березня 2006) — ветеран Другої світової війни, перший з трьох відмовників совісті, який отримав найвищу військову нагороду США — Медаль Пошани. Служив капралом (солдатом першого класу) армії США у медичному підрозділі 307-го піхотного полку 77-ї піхотної дивізії.

## Біографія
Народився 7 лютого 1919 року у сім'ї теслі Вільяма Томаса Доса (*1893–†1989) та простої робітниці взуттєвої фабрики Берти Едвард Олівер Дос (*1899–†1983) у місті Лінчбурґ, у Вірджинії. Мав старшу сестру Одрі та молодшого брата Гарольда.
Виховувався у адвентистській сім'ї сьомого дня й у 21-річному віці уже був дяком у церкві. До мобілізації до війська працював на корабельні Newport News Shipbuilding.
Під впливом віри став відмовником совісті — заборонив собі носіння зброї та її застосування до людей. Через роботу на корабельні — йому запропонували відкласти військову службу, але Дос відмовився. Оскільки він був проти війни та вбивств, бажав служити країні настільки, скільки йому дозволялось його вірою. Насамкінець, після прохань до військового керівництва, його призначили військовим санітаром 307-го піхотного полку 77-ї стрілецької дивізії. Тим часом його брат Гарольд служив на борту USS Lindsey.
17 серпня 1942 року одружився з Дороті Шутте.
Через відмову брати до рук зброю, Дос часто був об'єктом нападів та насмішок від своїх товаришів по службі, звинувачувався у порушенні військового обов'язку. Ставлення до нього змінилось після перших боїв у червні 1944 року. За свої заслуги у битві за Лейте під час звільнення Філіппін та битві за Окінаву — нагороджений Бронзовою зіркою та найвищою нагородою США — медаллю Пошани. Під час битви за Окінаву врятував життя 50–100 пораненим піхотинцям на вершині схилу Маеда.
Був чотири рази поранений на Окінаві. Зокрема, отримав перелом лівої руки від кулі снайпера, а також мав 17 осколків у тілі після невдалої спроби відбити гранату від себе та своїх побратимів. 21 травня 1945 року Доса евакуювали на борт USS Mercy.

## Життя після війни

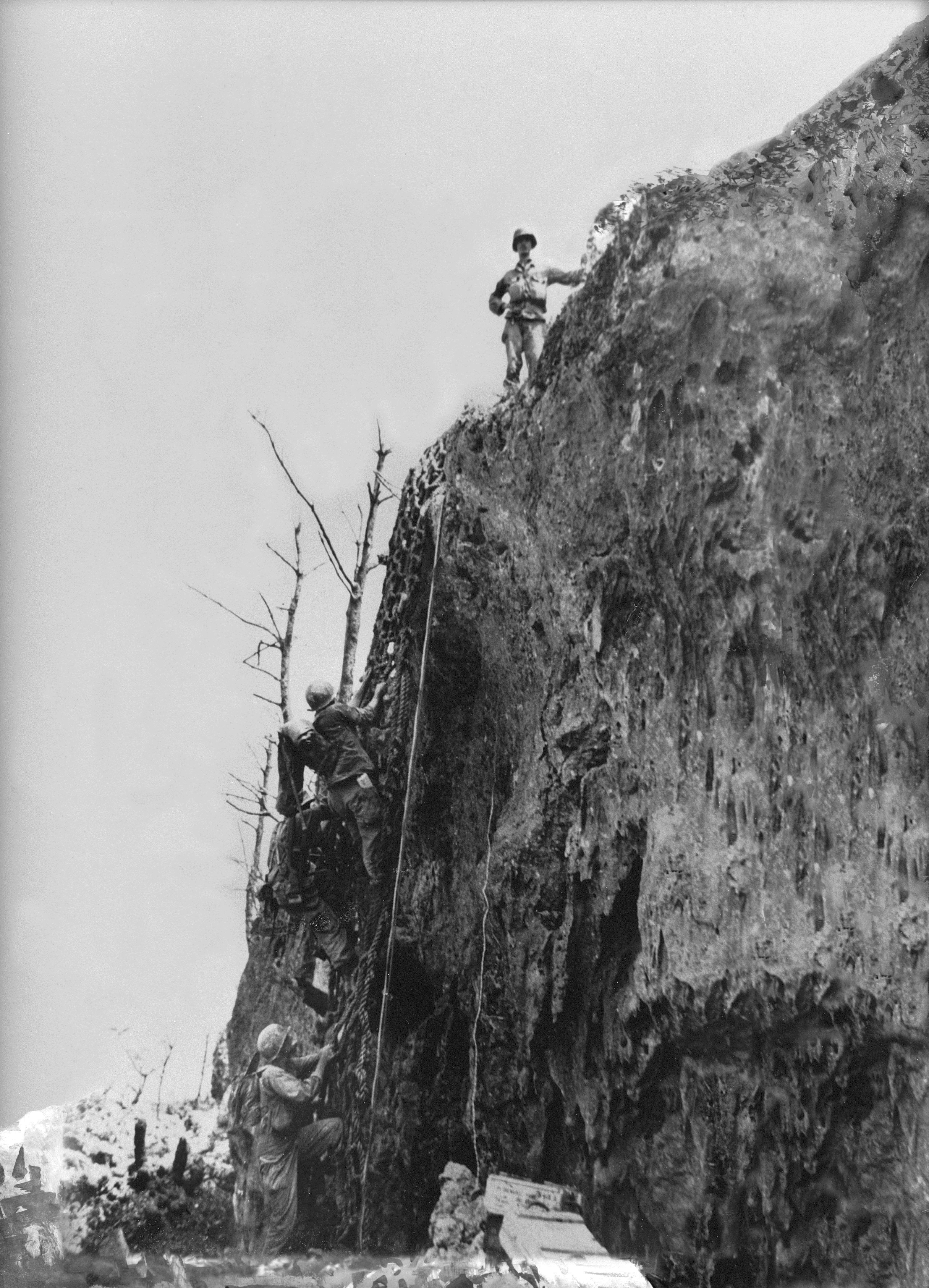
Дос на вершині схилу Маеда
4 травня 1945

Після війни — планував продовжити кар'єру у столярній справі, але через значні пошкодження лівої руки — не міг цього зробити.
У 1946 році у Дезмонда і Дороті народився син — Десмонд «Томмі» Дос-молодший. Цього ж року у Доса діагностували туберкульоз, яким він заразився на Лейте. Він лікувався більше 5 років, втратив частину легень і 5 ребер, і у серпні 1951 року був виписаний з лікарні з 90 % інвалідністю. Але лікування продовжувалося.
У 1976 році, через передозування антибіотиків, — повністю оглух. Отримав 100 % інвалідність. У 1988 році — зміг відновити слух завдяки імпланту.
Із сім'єю жив на невеликій фермі в Райзінг Фон, в Джорджії.
17 листопада 1991 року Дороті загинула в автокатастрофі, коли Дос відвозив її до лікарні.
1 липня 1993 року Дос знов одружився — з Френсіс Мей Дюман.
Помер (внаслідок проблем з диханням) 23 березня 2006 року у своєму будинку в П'єдмонті, штат Алабама. Похований з військовими почестями 3 квітня 2006 року на Національному цвинтарі в Чаттануґа, в Теннессі.
Френсіс померла через три роки, 3 лютого 2009 року, у Центрі охорони здоров'я П'ємонта.

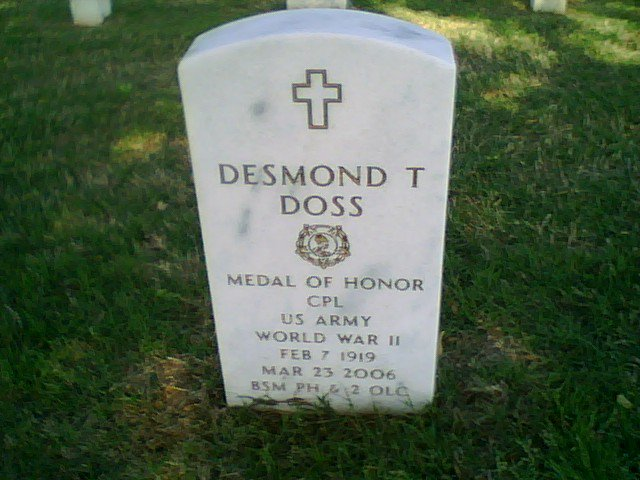
Могила Десмонда Доса
2011

## Нагороди
|                                                   | Медаль пошани                                                                                     |
| Bronze oak leaf cluster                           | Бронзова зірка з одним пучком дубових листків і з кластером «V» («Valor») за героїзм на полі бою. |
| Bronze oak leaf cluster · Bronze oak leaf cluster | Пурпурове Серце з двома пучками дубового листя                                                    |
|                                                   | Президентська відзнака частині                                                                    |
|                                                   | Відзнака за видатні заслуги                                                                       |
|                                                   | Медаль «За відмінну поведінку»                                                                    |
|                                                   | Медаль «За Американську кампанію»                                                                 |
| Bronze star · Bronze star · Bronze star           | Медаль Азійської-тихоокеанської кампанії з трьома зірками за службу                               |
|                                                   | Медаль Перемоги у Другій світовій війні                                                           |
|                                                   | Медаль «За службу в окупаційній армії»                                                            |
| Bronze star · Bronze star · Bronze star           | Медаль «За визволення Філіппін» з однією зіркою за службу                                         |
|                                                   | Бойовий Медичний Значок                                                                           |

## В культурі
На основі реальних подій з життя Доса знятий фільм «З міркувань совісті» (англ. Hacksaw Ridge). Його прем'єра в США відбулася 4 листопада 2016 року.
Десмонд став героєм біографічних книг та документального фільму «The Conscientious Objector» (2004), режисера Террі Бенедикта.